# All Is Lost
Pour plus de détails, voir Fiche technique et Distribution.
All Is Lost (littéralement "Tout Est Perdu") ou Seul en mer au Québec est un film américano-canadien écrit et réalisé par J. C. Chandor, sorti en 2013. 
Le long-métrage met uniquement en vedette l’acteur Robert Redford, sans aucun dialogue.

## Synopsis
Un navigateur solitaire dont le bateau — un vieux monocoque en polyester, gréé en sloop — est pris dans une tempête après avoir été heurté sur tribord par un conteneur à la dérive dans l'océan Indien. Son naufrage va durer huit jours.
Le premier jour, réveillé par le choc, il reste relativement calme alors que l'eau s'engouffre furieusement par la brèche. Il attache une ancre flottante au conteneur encastré afin de le bloquer pendant qu'il manœuvre à la voile pour en séparer le bateau ; il revient au conteneur pour récupérer son ancre flottante et repart, puis fait une réparation de fortune sur sa coque avec de la résine et des fibres avant de tester sa solidité en tirant quelques bords.
Il commence enfin à vider l'eau qui avait envahi l'intérieur de la cabine avec la pompe à main du cockpit pour laquelle il taille un manche en bois, continuant à pomper l'eau jusqu'à épuisement et termine en épongeant les planchers.
Essayant sans succès d'appeler des secours avec la radio en VHF qu'il a branchée directement sur une des batteries qu'il a démontée et transportée dans le cockpit, c'est alors qu'il entend parler à la VHF et sort pour lancer plusieurs SOS, sans résultat. Deux personnes échangeaient quelques mots en indonésien en semblant s'amuser mais lorsqu'il se signale, les échanges s'interrompent et personne ne lui répond.
Il grimpe en haut du mât avec la chaise de calfat pour constater que la connexion de l'antenne VHF est défectueuse ; c'est à ce moment qu'il aperçoit un mauvais grain à l'horizon et qu'il rentre se mettre à l'abri dans la cabine et amarrer tout ce qui pourrait devenir projectile dangereux par gros temps. Il remplit aussi un jerrycan d'eau potable… Après un état de somnolence, et alors qu'à l'extérieur la mer a grossi et le vent a forci, il enfile son ciré et décide d'aller en pleine nuit remplacer le génois par un foc de tempête (apparemment il n'a ni enrouleur, ni moteur). Une vague déferlant sur l'avant au moment où le bateau enfourne le fait passer par dessus bord ;  comme son gilet est malgré tout fixé à la ligne de vie du voilier, il parvient à remonter à bord, mais le foc est perdu.
Il revient s'enfermer dans la cabine et s'écroule à bout de forces sur une couchette. Il est réveillé par un grand bruit qui annonce un premier retournement du voilier, qui se remet à l'endroit quelques minutes plus tard, puis se retourne à nouveau : à ce moment il s'évanouit à cause d'un violent choc au front. Quand il retrouve ses esprits, la tempête n'est que légèrement calmée mais l'eau a envahi la cabine, le panneau de descente étant resté ouvert. Le mât est plié. Il  coupe le hauban qui le relie encore au bateau. Puis s'apercevant que sa réparation de coque n'a pas tenu et prend à nouveau l'eau, il décide de mettre le radeau de survie à l'eau dans lequel il passe la nuit. Au matin, alors que le calme est revenu, il retourne à bord du voilier pour préparer un sac de vivres, récupérer son chapeau de paille, etc., et charger le tout dans le pneumatique de survie.
Au moment où il va se larguer, il décide de retourner encore sur le voilier en train de couler, et plonge pour récupérer un carton dans un coffre de la cabine (on apprendra que c'est un colis-cadeau contenant un beau sextant noir tout neuf dans sa boîte en bois, avec les éphémérides de l'année, et qu'au passage il a raflé le livre de navigation astronomique qu'il avait un peu révisé auparavant). Il soigne ensuite sa blessure au front. Devant l'imminence du naufrage, il quitte définitivement le bord puis, depuis sa nouvelle embarcation pneumatique, il jette un dernier regard vers les restes de son voilier en train de sombrer.
Sur le radeau, il s'organise, fait sécher ses vêtements ; il s'enferme sous la tente pour la nuit, mais la mer grossit de nouveau et le radeau de survie, trop vaste pour un seul occupant, se retourne : il est obligé de sortir pour le remettre à l'endroit, puis revient à l'intérieur totalement épuisé. À son réveil, il regonfle son radeau avec une pompe manuelle qui semble défectueuse puis prend le bidon d'eau douce pour boire. Il contient de l'eau salée car le bouchon pour l'entrée d'air s'est ouvert pendant le grain et l'eau de mer y est entrée ; nous avons droit à l'une de ses rares paroles, un « putain ! » (fuck en version originale) hurlé de toutes ses forces. On le voit ainsi errer plusieurs jours, seul au milieu de l'océan, mangeant des conserves en boîte, faisant le point au sextant et indiquant ses positions successives par des croix tracées sur une carte à petite échelle de l'océan Indien. Il se rapproche lentement mais sûrement de la route maritime menant de Madagascar à l'Asie du Sud-Est.
Pour pouvoir boire, il a l'idée de découper un grand côté du jerrycan vide pour en faire une sorte de cuvette rectangulaire où il verse de l'eau salée qui, en s'évaporant avec la chaleur du soleil, se condense sur un sac plastique transparent servant de couvercle : il creuse le centre du sac-couvercle en y déposant sa lourde boussole de manière à faire couler les gouttes d'eau douce de condensation dans la boîte de conserve vide qu'il a placée en dessous. Quand il atteint la route maritime, on le voit essayer en plein jour d'attirer l'attention d'un porte-conteneurs avec des feux à main, puis en pleine nuit celle d'un cargo avec ses dernières fusées, mais toujours en vain. La soif, la fatigue, l'isolement, la faim (il essaye de pêcher mais sa prise est engloutie par un requin), le fait qu'il soit sorti de la route maritime, font que le manque de lucidité et le désespoir le gagnent.
Il jette à la mer un bocal contenant un message testamentaire puis dans la nuit, alors qu'il parait au plus bas, il aperçoit les feux d'un bateau : n'ayant plus de fusées, il décide de brûler les pages du livre de bord et celles du livre des éphémérides dans le jerrycan-cuvette ; par manque de chance, il enflamme tout le radeau et est obligé de se jeter à l'eau. Devant tant de mauvais coups du sort, il renonce définitivement à lutter et se laisse couler, jusqu'à ce qu'il aperçoive le projecteur du bateau balayant la surface. Puisant dans ses dernières ressources, il remonte à la surface et se saisit de la main qui vient le sauver.

## Fiche technique
- Titre original : All Is Lost
- Titre québécois : Seul en mer
- Réalisation et scénario : J. C. Chandor
- Direction artistique : John P. Goldsmith
- Décors : Marco Niro
- Costumes : Van Broughton Ramsey
- Photographie : Frank G. DeMarco
- Montage : Pete Beaudreau
- Musique : Alexandre Ebert
- Superviser l’éditeur sonore : Richard Hymns
- Concepteur sonore du mixeur : Steve Boeddeker
- Production : Neal Dodson, Anna Gerb, Justin Nappi et Teddy Schwarzman
- Société(s) de production : Before the Door Pictures, Black Bear Pictures, Treehouse Pictures, Sudden Storm Productions et Washington Square Films
- Société(s) de distribution : Lionsgate (États-Unis), Universal Pictures (France), FilmNation Entertainment (International)
- Budget : 9 million de dollars
- Pays de production :  États-Unis /  Canada
- Langue : Anglais
- Format : Couleur - 35 mm - Ratio d'image 2,35:1 -  Son Dolby numérique
- Genre : aventure, survie
- Durée : 106 minutes
- Dates de sortie :
  - France : 22 mai 2013 (Festival de Cannes 2013), 11 décembre 2013
  - États-Unis : 18 octobre 2013

## Distribution
- Robert Redford (V. F. : Patrick Béthune ; V. Q. : Aubert Pallascio)

Sources et légende : Version française (V. F.) sur RS Doublage ; Version québécoise (V. Q.) sur Doublage.qc.ca

## Production

### Développement
J. C. Chandor a développé l'idée de All Is Lost pendant son trajet entre Providence, Rhode Island et New York. Après avoir rencontré Robert Redford au Festival du film de Sundance 2011, où Margin Call a fait sa première, Chandor a demandé à l'acteur vétéran d'être dans le film. Le 9 février 2012, Redford a été confirmé comme le seul membre de la distribution du nouveau long-métrage de Chandor. Avec un seul acteur, le film n'a pas de dialogue, bien qu'il y ait quelques lignes parlées. Le scénario ne faisait que 31 pages.

### Tournage
Le film, dont l'action est censée se dérouler au milieu de l'océan Indien, a en fait été tourné aux Bahamas (Nassau et Lyford Cay), aux États-Unis, en Californie (Los Angeles, son port, San Pedro et l'île Santa Catalina), et au Mexique, en Basse-Californie (Ensenada, Rosarito et dans les bassins des studios Baja situés dans cette ville, qui avaient été construits pour le tournage du film Titanic).

## Accueil

### Accueil critique
L’grégateur de critiques de films Rotten Tomatoes rapporte que 94 % des critiques ont donné au film une critique positive sur la base de 238 critiques ; la note moyenne est de 8,00/10. Le consensus du site déclare : « Ancré par une autre performance formidable dans une carrière pleine d'entre eux, All Is Lost offre un témoignage émouvant et éminemment intéressant de la capacité de Robert Redford à tenir l'écran. » Sur Metacritic, le film a une note de 87 sur la base de 45 critiques, considérées comme une "acclamation universelle".
En France, sur le site Allociné, le film a la note moyenne des 27 critiques de presse française recensées est de 3,8 sur 5, et la note moyenne des critiques du public est de 3,3 sur 5.

## Distinctions

### Récompenses
- Festival du cinéma américain de Deauville 2013 : Prix du jury
- New York Film Critics Circle Awards 2013 : meilleur acteur pour Robert Redford
- Golden Globes 2014 : meilleure musique de film pour Alex Ebert

### Nominations et sélections
- Festival de Cannes 2013 : sélection hors compétition
- Festival du film de New York 2013
- Festival international du film de Vancouver 2013
- Gotham Awards 2013 : meilleur acteur pour Robert Redford
- Washington D.C. Area Film Critics Association Awards 2013 : meilleur acteur pour Robert Redford
- British Academy Film Awards 2014 : meilleur son pour Richard Hymns, Steve Boeddeker, Brandon Proctor, Micah Bloomberg et Gillian Arthur
- Critics' Choice Movie Awards 2014 : meilleur acteur pour Robert Redford
- Golden Globes 2014 : meilleur acteur dans un film dramatique pour Robert Redford
- Independent Spirit Awards 2014 :
  - Meilleur film
  - Meilleur réalisateur pour J. C. Chandor
  - Meilleur acteur pour Robert Redford
  - Meilleure photographie pour Frank G. DeMarco
- Oscars du cinéma 2014 : Meilleur montage de son pour Steve Boeddeker et Richard Hymns
- Satellite Awards 2014 :
  - Meilleur film
  - Meilleur acteur pour Robert Redford
  - Meilleur son
  - Meilleurs effets visuels
- Screen Actors Guild Awards 2014 :
  - Meilleur acteur pour Robert Redford
  - Meilleure équipe de cascadeurs